# Dodda Byadarahalli, Pandavapura
Dodda Byadarahalli là một làng thuộc tehsil Pandavapura, huyện Mandya, bang Karnataka, Ấn Độ.